# 鄭祖琛
鄭祖琛（1784年—1851年），字夢白，浙江乌程县人，清朝政治人物。嘉庆进士。道光末累官至廣西巡撫。因鎮壓太平天國不力，撤職查辦。

## 生平
嘉慶九年（1804年）舉人，嘉慶十年（1805年）聯捷進士。分发江西。任星子縣知縣，改新建縣。嘉慶二十三年（1818年）陞寧都直隸州知州。道光元年（1821年），署吉安府知府。历撫州府、南昌府知府。升饒廣九南道、直隶天津道，道光十二年（1832年）二月十八，由福建按察使升任廣西布政使。道光十四年正月十六（1834年2月24日），同福建布政使互调。道光二十六年十二月二十五，由福建巡抚调任廣西巡撫。任內爆發金田起義。道光三十年十月二十四（1850年11月27日），革职。抚职由布政使劳崇光代理。

## 著作
有《小谷口詩鈔》12卷，《續鈔》1卷。